# Eukleidész (matematikus)
Alexandriai Eukleidész (görög betűkkel: Εὐκλείδης), vagy Euklidész; i. e. 300 körül született) egyiptomi hellenisztikus matematikus, a geometria atyjaként is nevezik.
Platón akadémiáján tanult Athénben. Az alexandriai matematikai iskola megalapítója. Ő a híres ókori matematika(tan)könyv, az Elemek (Στοιχείa, Sztoikheia) szerzője, amelyben összefoglalta a matematika alapjait (euklideszi geometria).

Az Elemekben geometriai módszerekkel ugyan, de világosan leírja a két szám vagy mennyiség legnagyobb közös osztójának megkeresésére (is) használt euklideszi algoritmust. Ezt a legtöbb tudománytörténész szerint a püthagoreusok fedezték fel, legalábbis biztos, hogy ismerték.
Az Elemekben a geometriai objektumok tulajdonságait viszonylag kis számú axiómából vezeti le, így a modern matematika axiomatikus módszerének úttörője (esetleg ihletője) volt. Egyéb művei a perspektíváról, kúpszeletekről, szférikus geometriáról szólnak. Születésének éve és helye, valamint halálának körülményei ismeretlenek.

## Elemek

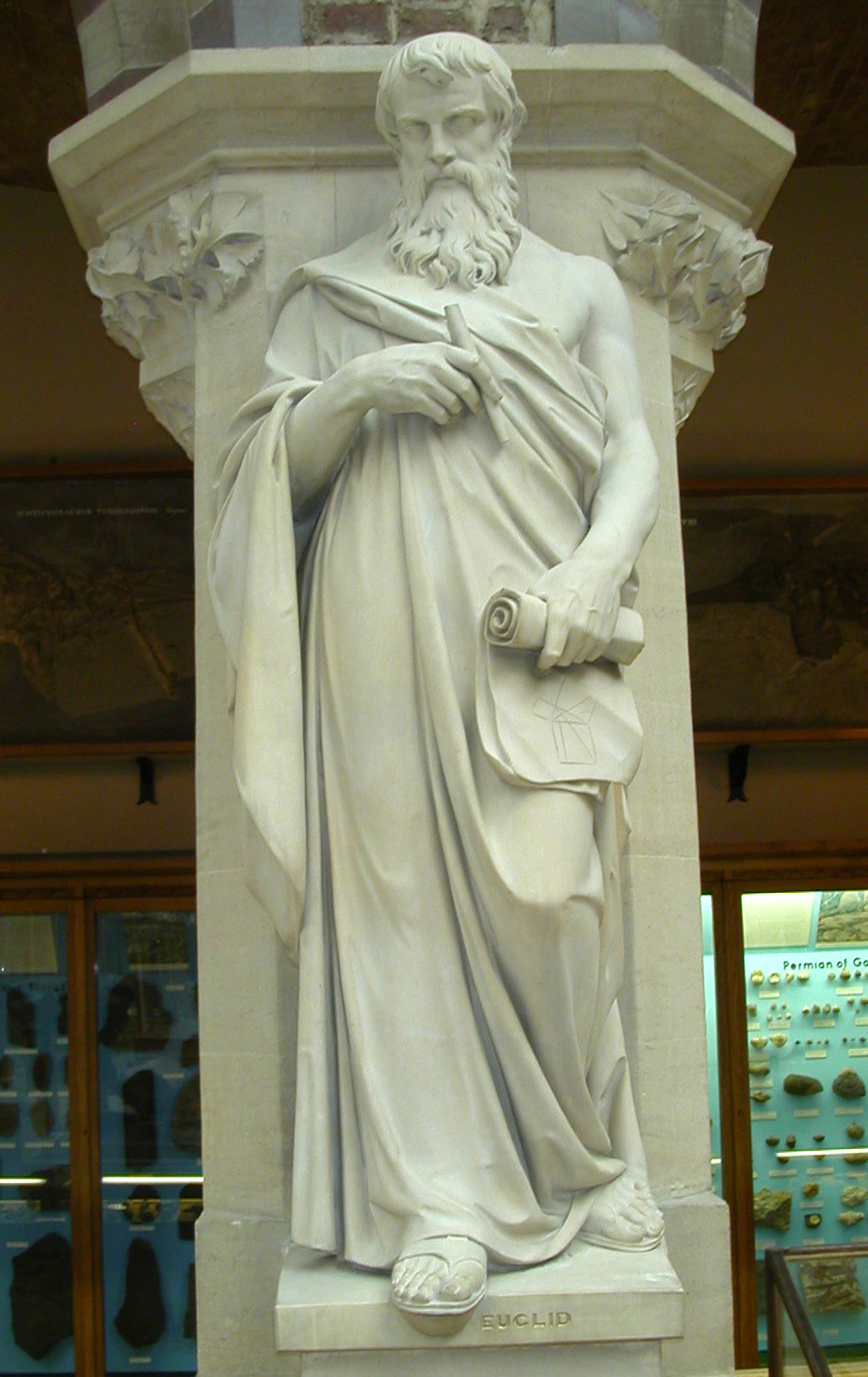
Eukleidész szobra Oxfordban

Noha az Elemekben bemutatott eredmények nagy része más matematikusoktól származik, Eukleidész nagy érdeme, hogy egységes, logikailag összefüggő szerkezetben mutatta be őket. Azonkívül, hogy néhány hiányzó bizonyítást is elvégzett, Eukleidész szövege tartalmaz számelméleti valamint térmértani részeket is.
Az Elemekben bemutatott geometriai rendszert sokáig úgy tekintették, mint „a” geometriát. Manapság mindenesetre eukleidészi geometriának nevezik (illetve hagyományosan: euklideszi geometriának), megkülönböztetésképpen az úgynevezett nem euklideszi geometriáktól, amelyeket a 19. századtól vezettek be. Az új geometriák Eukleidész ötödik posztulátumának a vizsgálatából nőttek ki, amely a matematika történetének legtöbbet tanulmányozott axiómája. Ezek a kutatások legfőképpen azt célozták, hogy bebizonyítsák a viszonylag bonyolult ötödik posztulátumot az első négy használatával.
A párhuzamossági axióma (egy egyenessel egy rajta kívüli pontból csak egy párhuzamos egyenes húzható) elhagyásával vagy más axiómával való helyettesítésével ellentmondásmentes geometriához juthatunk – például a Bolyai János és Lobacsevszkij nevéhez fűződő hiperbolikus geometriához.

## Egyéb művei
Az Elemek mellett Eukleidésznek még négy műve maradt fenn:
- Adatok, a mértani feladatokhoz "adott" információk természetével és következményeivel foglalkozik. A téma nagyban kötődik az Elemek első négy könyvéhez.
- Az alakok osztása, amely csak részlegesen maradt fenn arab fordításban, a geometriai alakzatok egyenlő vagy megadott arányok szerinti felosztására vonatkozik. Részben hasonlít alexandriai Hérón 3. századbeli munkájához, azzal a különbséggel, hogy Eukleidésznél hiányoznak a numerikus számítások.
- Phaenomena, a szférikus mértan alkalmazása csillagászati problémákra.
- Optika, a legelső fennmaradt görög nyelvű értekezés a perspektíváról, a különböző távolságból és szögből nézett tárgyak alakjára és méretére vonatkozóan tesz megállapításokat.

Mindegyik fenti mű az Elemek logikai szerkezetét követi azáltal, hogy meghatározásokat és bizonyított állításokat tartalmaz.
További négy művet Eukleidésznek tulajdonítanak, de ezek nem maradtak fenn, csupán hivatkozásokból ismertek:
- Kúptan egy a kúpszeletekről szóló munka, amelyet később Pergai Apollóniosz bővített ki.
- Poriszm esetleg a kúpszeletekről szóló mű továbbfejlesztése lehetett, de a cím pontos jelentése vitatott.
- Pszeudaria a következtetésben elkövetett hibákról szól.
- Felületi helyek vagy a felületeken elhelyezkedő matematikai helyekről (ponthalmazokról) szól, vagy pedig olyan helyekről, amelyek maguk a felületek. Ha ez utóbbi feltevés helyes, akkor kvadratikus felületekről lehetett szó.

## Neki tulajdonított idézetek
Egyiptom királyának (Ptolemaiosz) kérdésére, hogy van-e valami könnyebb módszer a geometria elsajátításához, mint az Elemek áttanulmányozása, így felelt: „A geometriához nem vezet királyi út.”
Róla mesélik, hogy amikor egy ifjú megkérdezte tőle, hogy lesz-e valami haszna abból, hogy geometriát tanul, Eukleidész így szólt a szolgájához: „adj ennek az embernek egy obulust, mert ő hasznot akar húzni abból, amit tanul”

## Magyarul megjelent művei
- Euklides elemei, 15 könyv, fordítás: Brassai Sámuel, Eggenberger, Pest, 1865
- Az elemek első hat könyve, a Heiberg-féle szövegkiadás felhasználásával fordította Baumgartner Alajos, Franklin, Budapest, 1905
- Elemek, fordítás és jegyzetek: Mayer Gyula, előszó: Szabó Árpád, Gondolat, Budapest, 1983